# Willy Kukuk

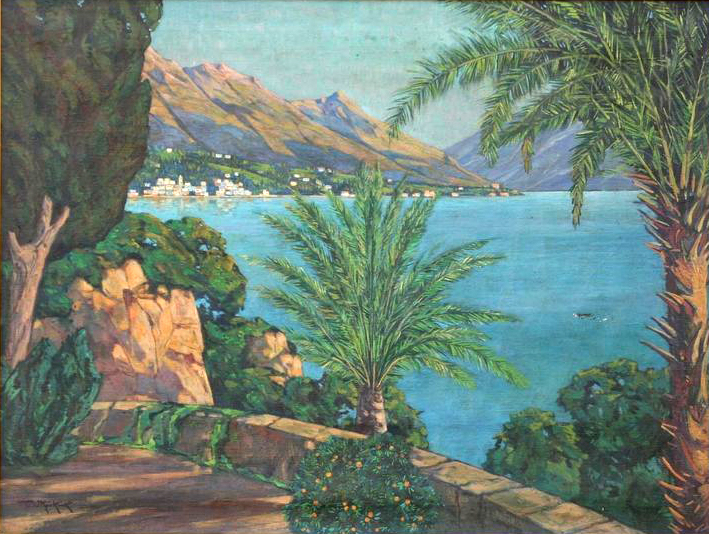
Blick über den Comer See Italien

Wilhelm „Willy“ Kukuk (* 15. September 1875 in Düsseldorf; † 1944 ebenda) war ein deutscher Landschaftsmaler.

## Familie
Willy Kukuk war der Sohn des Großkaufmanns Louis Kukuk († 1922) und der Maria, geborene Spork. Sein Bruder war der Geologe Paul Kukuk. Willy Kukuk war verheiratet mit Elisabeth, geborene Hauth, der Tochter des Weingutbesitzers Eduard Hauth (1845–1901) und Schwester des Düsseldorfer Weinhändlers und Kunstsammlers Arthur Hauth. Kukuks Schwager war der Dramatiker Carl Sternheim.

## Leben
Kukuk studierte an der Kunstakademie Düsseldorf bei Peter Janssen und an der Karlsruher Kunstakademie  bei Carlos Grethe. Der Vertreter des Spätimpressionismus bereiste die Alpen und Italien, wo er Gemälde mit Landschaften in hellen, freundlichen Farben schuf. Das Jahrbuch des Vereins für Orts- und Heimatkunde in der Grafschaft Mark von 1908 zählte Kukuk „zweifellos […] zu einem der interessantesten Characterköpfe innerhalb der jüngeren Düsseldorfer Landschaftler-Generation“ und nannte seine Vorliebe für „monumentale koloristische Gegensätze.“
Kukuk stellte unter anderem mit den modernen Künstlervereinigungen Das Junge Rheinland, Rheingruppe und Rheinische Sezession aus.

## Werke (Auswahl)
- Engelberger Tal bei Luzern
- Mediterraner Garten in voller Blüte
- Dorfidyll
- Stiller Sommertag
- Diessen am Ammersee
- Blick von einem herrschaftlichen Garten mit Skulptur in eine weite Landschaft
- Flusslandschaft
- Impressionistische Waldlandschaft
- Stillleben – Blumenstrauß in Vase
- Hinter der alten Kirche[6]